# 兩加拿大
兩加拿大（英語：The Canadas）是存在於1791年至1841年英國殖民地上加拿大及下加拿大的統稱。該二省是加拿大殖民史上的英國殖民地。
兩加拿大中的上、下二省皆成立於1791年，當時英國國會通過憲法法案，將其前身魁北克省一分爲二，以渥太華河為兩省自然邊界。
1841年，時任加拿大總督及省督的達拉謨勛爵發表《英屬北美事務報告》後，加拿大從此合爲一體。他的報告内提出多項建議，其中就有將加拿大合爲一體的「加拿大聯盟」（Union of Canadas）。英國國會根據他的建議，在1840年通過《1840年英屬北美法案》，該法案於1841年生效，加拿大完成統一，合并爲加拿大聯合省。
術語「上」（Upper）和「下」（Lower）本指二省相對聖勞倫斯河源頭的位置。
- 下加拿大（爲方便稱呼，文稱「下省」）覆蓋了今加拿大魁北克省的東南部（至1809年）及紐芬蘭（英语：Newfoundland Colony）和拉布拉多（今加拿大紐省）
- 上加拿大（文稱「上省」）覆蓋了今安大略省的南部及喬治亞灣和蘇必利爾湖的接壤土地（加-美自然邊界）

## 歷史

### 二省初立
1791年，隨著《1791年憲法法案》的通過，兩殖民地省成立。由於美國獨立戰爭時期保皇黨居民的湧入，魁北克省被分爲二省。上省的創建是爲了讓保皇黨居民適應，他們希望能有一個以英國制度與本法為模式的殖民政府。相反，下省則保留了《1774年魁北克法令》所保障的大部分法屬時期的法國機構，如法國的殖民法律及民主體系。

### 二省統一
1838年，達拉謨勛爵被派往加拿大調查當地發生叛亂之因，他爲此的報告建議聯合王國政府應該讓二省歸於統一，並建立一個對當地負責任的政府。英國國會很快便根據該建議采取行動，並通過《1840年英屬北美法案》。該法案於隔年生效，上下省統一爲加拿大聯合省。然而，該法令並未根據建議管理及建立當地的「負責任」的政府，只是到1848年才出臺。

## 參看
- 加拿大歷史
- 英屬北美
- 新法蘭西
- 上加拿大
- 下加拿大